# Lincoln Island
Lincoln Island (kinesiska: 東島, 和五島) är en ö bland Paracelöarna i Sydkinesiska havet.  Paracelöarna har annekterats av Kina, men Taiwan och Vietnam gör också anspråk på dem.
Terrängen på Lincoln Island är mycket platt. Öns högsta punkt är 12 meter över havet. Den sträcker sig 2,5 kilometer i nord-sydlig riktning, och 2,7 kilometer i öst-västlig riktning.